# Phelliactis michaelsarsi
Phelliactis michaelsarsi är en havsanemonart som först beskrevs av Oscar Henrik Carlgren 1934.  Phelliactis michaelsarsi ingår i släktet Phelliactis och familjen Hormathiidae. Inga underarter finns listade i Catalogue of Life.